# 阿部竜大
阿部 竜大（あべ たつひろ、2006年12月24日 - ）は、日本の男子バスケットボール選手である。北海道出身。ポジションはポイントガード。

## 来歴
北見南ミニバスケットボール少年団からレバンガ北海道ユースチームに進み、U15に所属時に「B.LEAGUE U18 INTERNATIONAL CUP 2022」準優勝
高校進学とともにU18所属となり、U18大会のタイトル獲得に貢献。
11月21日、ユース育成特別枠登録を発表。ただし、U18としての大会が続くため登録は12月末となる予定。

## 所属歴
- 北見南ミニバスケットボール少年団
- レバンガ北海道U15
- レバンガ北海道U18（北海道文教大付属高校）
- レバンガ北海道（2023年〜）：ユース育成特別枠